# Pinta (naipes)

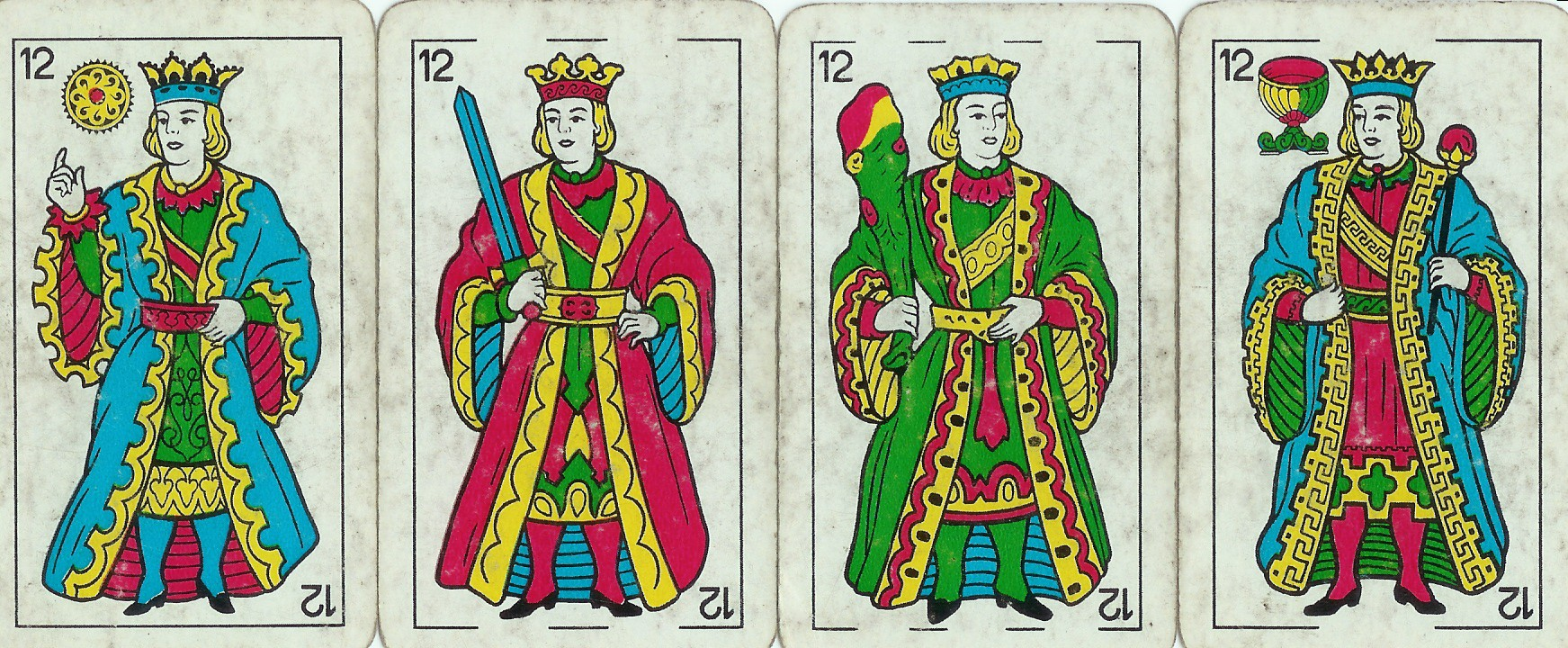
En la línea que enmarca a estas cartas se pueden observar, arriba y abajo, las marcas que señalan el palo. Así: ningún hueco es oros, un hueco es copas, dos es espadas y tres es bastos

La pinta, en los juegos de naipes, es la carta que al comienzo del juego se descubre e indica el palo de triunfos, es decir, el palo principal que tiene más valor o prevalece al resto. La costumbre en muchos juegos como la brisca es colocar la pinta boca arriba en la mesa asomada debajo del mazo.
Las pintas también son las discontinuidades en los lados inferior y superior del rectángulo que encierra los motivos de cada naipe.
Es una de las innovaciones de la baraja española frente a la de otros países. Estas pintas ya aparecen en barajas del siglo XVI para, según se cree, dificultar la visión de las cartas a los mirones, objetivo que posteriormente sería perfeccionado con la utilización de los índices. Efectivamente, ambos recursos hacen que el jugador no necesite extender las cartas que tiene en la mano para saber cuáles son, ya que con solo separarlas un poco conoce a qué palo pertenecen y qué figura o carta numeral es cada una.